# Кічкарівка
Кічкарівка — житловий район у Луцьку. Розташований у північно-західній частині міста. З півдня обмежений Володимирською вулицею, зі сходу — долиною річки Стир.

## Історія
Утворився з колишніх сіл Черчиці, Кічкарівка і Красне. Ще в XIX столітті в селі Красне було розташовано Луцьку поштову станцію, спиртовий склад, повітову скарбницю. Офіційно село Красне було приєднано до міста в 1910 році, але більшість мешканців залишалась селянами Полонківської волості. Повністю Красне було приєднане до Луцька в 1930 році, а Черчиці і Кічкарівка — в 1959 році.

## Інфраструктура
- Волинський обласний госпіталь для інвалідів війни
- Луцький центр первинної медико-санітарної допомоги № 3
- Обласна інфекційна лікарня
- Служба охорони здоров'я УМВС
- Загальноосвітня школа № 13[1]
- Храм Святого апостола Филипа
- Гуртова пекарня «Кічкарівка»[2]
- Луцький спиртогорілчаний комбінат
- ПАТ «Луцьк Фудз»[3]

## Вулиці
| Назва                 | Назва на честь, колишні назви                                                                                           | Координати початку Координати кінця | Опис | Будівлі та установи | Фото       |
| --------------------- | --- | --- | --- | --- | ---------- |
| Олекси Алмазова       | Алмазів Олекса Дмитрович (з 1916 р.) Фурманова (з 1944 р.)                                                              | 50°44′51″ пн. ш. 25°18′26″ сх. д. / 50.747409° пн. ш. 25.307345° сх. д. 50°44′50″ пн. ш. 25°18′05″ сх. д. / 50.747132° пн. ш. 25.301267° сх. д.         | Іде від вул. Ломоносова до вул. Макарова | |            |
| Берестечківська       | Берестечко (з 1930-х років)                                                                                             | 50°44′36.9″ пн. ш. 25°17′47.7″ сх. д. / 50.743583° пн. ш. 25.296583° сх. д. 50°44′42.7″ пн. ш. 25°17′46.8″ сх. д. / 50.745194° пн. ш. 25.296333° сх. д. | Іде від вул. Володимирської до вул. Путінцева | Забудова житлова, індивідуальна | (всі фото) |
| Берестова             | Берест (з 1941 р.) Орлина (з 1920-х років)                                                                              | 50°44′42″ пн. ш. 25°17′36″ сх. д. / 50.745121° пн. ш. 25.293363° сх. д. 50°44′52″ пн. ш. 25°17′35″ сх. д. / 50.747659° пн. ш. 25.293076° сх. д.         | Бере початок від вул. Путінцева, рухається до Омелянівського ставу | Забудова житлова, індивідуальна | (всі фото) |
| Боровиковського       | Боровиковський Левко Іванович (з 1959 р.)                                                                               | 50°44′54″ пн. ш. 25°17′11″ сх. д. / 50.748438° пн. ш. 25.286338° сх. д. 50°44′45″ пн. ш. 25°17′05″ сх. д. / 50.745724° пн. ш. 25.284818° сх. д.         | Пролягає від пров. Стефаника проходить паралельно з вул. Стефаника | Забудова житлова, індивідуальна |            |
| Ліщинова              | Ліщина (з 2019 року), Ватутіна (з 1944 р.) Ліщинова (з 1920-х років), Яворова (з 1941 р.)                               | 50°44′36″ пн. ш. 25°17′37″ сх. д. / 50.743391° пн. ш. 25.293522° сх. д. 50°44′42″ пн. ш. 25°17′37″ сх. д. / 50.745068° пн. ш. 25.293575° сх. д.         | Іде від вул. Володимирської до вул. Путінцева | Забудова житлова, індивідуальна | (всі фото) |
| Вільхова              | Вільха (з 1921 р.) | 50°44′37″ пн. ш. 25°17′42″ сх. д. / 50.743476° пн. ш. 25.294871° сх. д. 50°44′42″ пн. ш. 25°17′41″ сх. д. / 50.745126° пн. ш. 25.294758° сх. д.         | Іде від вул. Володимирської до вул. Путінцева | Забудова житлова, індивідуальна | (всі фото) |
| Волгоградська         | Волгоград Рільна (до 1947 р.)                                                                                           | 50°44′44″ пн. ш. 25°18′15″ сх. д. / 50.745673° пн. ш. 25.304251° сх. д. 50°45′00″ пн. ш. 25°18′13″ сх. д. / 50.749874° пн. ш. 25.303717° сх. д.         | Пролягає від вул. Товарової до вул. Макарова | Забудова житлова, індивідуальна |            |
| Волноваська           | Волноваха (з 2016 р.) Хмільна (до 1947 р.), Жовтнева (з 1947 р.)                                                        | 50°44′48″ пн. ш. 25°17′56″ сх. д. / 50.746613° пн. ш. 25.298817° сх. д. 50°44′58″ пн. ш. 25°17′58″ сх. д. / 50.749568° пн. ш. 25.299441° сх. д.         | Починається від вул. Кічкарівської до вул. Рилєєва. | Забудова житлова, індивідуальна |            |
| Гоголя                | Гоголь Микола Васильович (з 1947 р.) Солодова (з 1910 р.)                                                               | 50°44′54″ пн. ш. 25°17′58″ сх. д. / 50.748300° пн. ш. 25.299522° сх. д. 50°44′59″ пн. ш. 25°17′57″ сх. д. / 50.749762° пн. ш. 25.299099° сх. д.         | Починається від вул. Волноваської виходить на вул. Рилєєва | Забудова житлова, індивідуальна |            |
| Григорія Гуляницького | Григорій Гуляницький (з 2012 р.) Складова (до 1944 р.), Радгоспна (з 1944 р.)                                           | 50°44′50″ пн. ш. 25°18′18″ сх. д. / 50.747203° пн. ш. 25.305051° сх. д. 50°44′54″ пн. ш. 25°18′17″ сх. д. / 50.748401° пн. ш. 25.304614° сх. д.         | Починається від вул. Олекси Алмазова, йде паралельно з вул. Миру, а потім з'єднується з нею                                                                               | Забудова житлова |            |
| Добролюбова           | Добролюбов Микола Олександрович                                                                                         | 50°45′10″ пн. ш. 25°17′54″ сх. д. / 50.752882° пн. ш. 25.298444° сх. д. 50°45′06″ пн. ш. 25°18′06″ сх. д. / 50.751620° пн. ш. 25.301789° сх. д.         | Починається від вул. Чернишевського, проходить в напрямку до річки Омеляник і переходить в вул. Макаренка                                                                 | Забудова житлова |            |
| Дубова                | Дуб (з 1920-х років) | 50°44′36″ пн. ш. 25°17′39″ сх. д. / 50.743431° пн. ш. 25.294052° сх. д. 50°44′42″ пн. ш. 25°17′38″ сх. д. / 50.745091° пн. ш. 25.293878° сх. д.         | Іде від вул. Володимирської до вул. Путінцева | Забудова житлова, приватна | (всі фото) |
| Журавлина             | Журавлина (з 1997 р.)                                                                                                   | 50°45′40″ пн. ш. 25°17′58″ сх. д. / 50.761057° пн. ш. 25.299510° сх. д. 50°45′36″ пн. ш. 25°18′45″ сх. д. / 50.759909° пн. ш. 25.312404° сх. д.         | Бере початок від вул. Княгинінської, рухається паралельно вул. Левадній, до вул. Новочерчицької                                                                           | |            |
| Залізна               | Хрущова (з 1947 по 1980 роки)                                                                                           | 50°44′45″ пн. ш. 25°18′26″ сх. д. / 50.745748° пн. ш. 25.307086° сх. д. 50°44′51″ пн. ш. 25°18′33″ сх. д. / 50.747463° пн. ш. 25.309197° сх. д.         | Починається від вул. Шевченка, проходить паралельно річці Стир і знову виходить до вул. Шевченка                                                                          | Перукарня «Стиліст» — вул. Залізна, 33 |            |
| Зарічна               | | 50°44′58″ пн. ш. 25°18′48″ сх. д. / 50.749455° пн. ш. 25.313398° сх. д. 50°45′37″ пн. ш. 25°18′16″ сх. д. / 50.760401° пн. ш. 25.304518° сх. д.         | Пролягає від вул. Шевченка до вул. Нижньої | |            |
| Застав'я              | розташування вулиці за ставами річки Омелянівки (після 1959 р.)                                                         | 50°44′44″ пн. ш. 25°17′14″ сх. д. / 50.745559° пн. ш. 25.287157° сх. д. 50°45′02″ пн. ш. 25°17′32″ сх. д. / 50.750489° пн. ш. 25.292283° сх. д.         | Бере початок від вул. Мендєлєєва, рухається за ставами річки Омеляник до вул. Ковельської                                                                                 | |            |
| Качалова              | Качалов Василь Іванович                                                                                                 | 50°45′15″ пн. ш. 25°17′15″ сх. д. / 50.754278° пн. ш. 25.287369° сх. д. 50°45′33″ пн. ш. 25°17′01″ сх. д. / 50.759163° пн. ш. 25.283638° сх. д.         | Пролягає від вул. Симиренка до бічної Ковельської | |            |
| Кічкарівська          | колишнього села Кічкарівка                                                                                              | 50°44′46″ пн. ш. 25°17′56″ сх. д. / 50.746078° пн. ш. 25.298785° сх. д. 50°45′11″ пн. ш. 25°17′50″ сх. д. / 50.753106° пн. ш. 25.297118° сх. д.         | Пролягає від вул. Ковельської до Чернишевського | |            |
| Кленова               | Клен (з 1921 р.) | 50°44′37″ пн. ш. 25°17′50″ сх. д. / 50.743641° пн. ш. 25.297237° сх. д. 50°44′43″ пн. ш. 25°17′49″ сх. д. / 50.745213° пн. ш. 25.296986° сх. д.         | Іде від вул. Володимирської до вул. Путінцева | |            |
| Княгинінська          | Княгининок (з 1991 р.)                                                                                                  | 50°45′18″ пн. ш. 25°18′16″ сх. д. / 50.754932° пн. ш. 25.304445° сх. д. 50°45′42″ пн. ш. 25°17′54″ сх. д. / 50.761699° пн. ш. 25.298394° сх. д.         | Пролягає від вул. Новочерчицької до вул. Левадної | |            |
| Ковельська            | Ковель (1941-1966 рр.) (з 1990 р.) Варшавська (з 1916 р.), Тадеуша Костюшка (з 1920 р.), Лесі Українки (з 1966 р.)      | 50°44′29″ пн. ш. 25°19′04″ сх. д. / 50.741285° пн. ш. 25.317667° сх. д. 50°45′32″ пн. ш. 25°17′11″ сх. д. / 50.758984° пн. ш. 25.286390° сх. д.         | Магістральна вулиця, яка починається в Центральному районі від майдану Братський Міст, проходить через Красне і Кічкарівку до межі міста, і переходить в дорогу на Ковель | ПАТ «Електротермометрія» — вул. Ковельська, 40 Луцький спиртогорілчаний комбінат — вул. Ковельська, 67 Міська лікарня ветеринарної медицини — вул. Ковельська, 128.а Оптова пекарня «Кічкарівка» — вул. Ковельська, 150                  | (всі фото) |
| Копачівська           | село Копачівка (з 1941 р.) Рашинська (з 1920-х років)                                                                   | 50°44′50″ пн. ш. 25°17′52″ сх. д. / 50.747280° пн. ш. 25.297665° сх. д. 50°44′55″ пн. ш. 25°17′49″ сх. д. / 50.748650° пн. ш. 25.296976° сх. д.         | Бічна від вул. Хотинської, іде паралельно з нею в напрямку до річки Омеляник                                                                                              | Забудова житлова, приватна |            |
| Ланова                | Лан (з 1997 р.) | 50°45′37″ пн. ш. 25°18′02″ сх. д. / 50.760292° пн. ш. 25.300486° сх. д. 50°45′29″ пн. ш. 25°18′53″ сх. д. / 50.758083° пн. ш. 25.314596° сх. д.         | Проходить від вул. Княгинінської, іде паралельно з вул. Журавлиною до вул. Стирової                                                                                       | Забудова житлова, приватна |            |
| Левадна               | Левада (з 1997 р.) | 50°45′31″ пн. ш. 25°17′12″ сх. д. / 50.758730° пн. ш. 25.286708° сх. д. 50°45′43″ пн. ш. 25°18′35″ сх. д. / 50.761919° пн. ш. 25.309647° сх. д.         | Проходить від вул. Ковельської, іде паралельно з вул. Журавлиною в напрямку до берега Стиру                                                                               | Церква воскресіння Господнього |            |
| Лєскова               | Лєсков Олексій Семенович                                                                                                | 50°45′28″ пн. ш. 25°17′13″ сх. д. / 50.757872° пн. ш. 25.287027° сх. д. 50°45′28″ пн. ш. 25°17′04″ сх. д. / 50.757909° пн. ш. 25.284476° сх. д.         | Проходить від вул. Ковельської до вул. Качалова | Забудова садибна |            |
| Липова                | Липа (з 1941 р.) Мила (з 1937 р.)                                                                                       | 50°44′36″ пн. ш. 25°17′35″ сх. д. / 50.743368° пн. ш. 25.292995° сх. д. 50°44′42″ пн. ш. 25°17′34″ сх. д. / 50.745010° пн. ш. 25.292849° сх. д.         | Іде від вул. Володимирської до вул. Путінцева | Забудова житлова, приватна | (всі фото) |
| Ломоносова            | Ломоносов Михайло Васильович Монопольова (до 1961 р.)                                                                   | 50°44′48″ пн. ш. 25°18′29″ сх. д. / 50.746724° пн. ш. 25.308016° сх. д. 50°45′04″ пн. ш. 25°18′13″ сх. д. / 50.751147° пн. ш. 25.303731° сх. д.         | Іде від вул. Шевченка до вул. Надозерної | Забудова житлова, приватна |            |
| Долинна               | Долина (з 2019 р.) Макаренка (з 1956 р.)                                                                                | 50°45′06″ пн. ш. 25°18′07″ сх. д. / 50.751628° пн. ш. 25.301819° сх. д. 50°45′07″ пн. ш. 25°18′15″ сх. д. / 50.752024° пн. ш. 25.304097° сх. д.         | Продовження вул. Добролюбова до вул. Надозерної | Забудова житлова, приватна |            |
| Макарова              | (з 1960-х років) Макаров Анатолій Спиридонович — у роки Другої світової війни відзначився в боях за визволення Луцька   | 50°44′44″ пн. ш. 25°18′02″ сх. д. / 50.745664° пн. ш. 25.300528° сх. д. 50°44′56″ пн. ш. 25°18′04″ сх. д. / 50.748874° пн. ш. 25.301113° сх. д.         | Проходить від вул. Ковельської до вул. Рилєєва | Забудова житлова, приватна |            |
| Матросова             | Матросов Олександр Матвійович (з 1950-х років)                                                                          | 50°44′43″ пн. ш. 25°17′39″ сх. д. / 50.745189° пн. ш. 25.294210° сх. д. 50°44′50″ пн. ш. 25°17′42″ сх. д. / 50.747143° пн. ш. 25.295115° сх. д.         | Проходить від вул. Путінцева до вул. Ковельської | Забудова житлова, приватна | (всі фото) |
| Мендєлєєва            | Менделєєв Дмитро Іванович (з 1960-х років)                                                                              | 50°44′44″ пн. ш. 25°17′31″ сх. д. / 50.745656° пн. ш. 25.291887° сх. д. 50°44′44″ пн. ш. 25°17′18″ сх. д. / 50.745572° пн. ш. 25.288325° сх. д.         | Починається від вул. Степана Кривенького, іде до мосту через Омеляник | Забудова житлова, приватна | (всі фото) |
| Механічна             | починалася поблизу приватної майстерні по ремонту сільськогосподарського реманенту (з 1920-х років)                     | 50°44′48″ пн. ш. 25°18′13″ сх. д. / 50.746602° пн. ш. 25.303720° сх. д. 50°44′59″ пн. ш. 25°18′12″ сх. д. / 50.749636° пн. ш. 25.303268° сх. д.         | Починається між вул. Товаровою і Волгоградською, іде на берег ставків річки Омеляник до вул. Макарова                                                                     | Забудова житлова, приватна |            |
| Микулицька            | Григорія Микулича — визначного церковного діяча, ктитора Луцького православного братства                                | 50°45′27″ пн. ш. 25°18′38″ сх. д. / 50.757576° пн. ш. 25.310544° сх. д. 50°45′26″ пн. ш. 25°18′41″ сх. д. / 50.757304° пн. ш. 25.311310° сх. д.         | Проходить від вул. Новочерчицької в напрямку до вул. Зарічна | Забудова житлова, приватна |            |
| Милушська             | Милуші (з 1941 р.) Радзимінська (з 1920-х років)                                                                        | 50°44′49″ пн. ш. 25°17′45″ сх. д. / 50.746951° пн. ш. 25.295748° сх. д. 50°44′54″ пн. ш. 25°17′44″ сх. д. / 50.748356° пн. ш. 25.295554° сх. д.         | Проходить від вул. Ковельської на північ, в напрямку до ставка річки Омеляник                                                                                             | Забудова житлова, приватна |            |
| Миру                  | Мир (з 1962 р.) Гусарська (до 1921 р.), Уланська (з 1921 р.), Брукова (з 1941 р.), Молотова (з 1944 р.)                 | 50°44′41″ пн. ш. 25°18′16″ сх. д. / 50.744722° пн. ш. 25.304362° сх. д. 50°45′02″ пн. ш. 25°18′16″ сх. д. / 50.750636° пн. ш. 25.304316° сх. д.         | Проходить від вул. Ковельської на північ, в напрямку ставків річки Омеляник до вул. Ломоносова                                                                            | Забудова житлова, приватна |            |
| Міліційна             | Міліція (з 1947 р.) Поліційна (до 1947 р.), Пекарська (з 1941 р.)                                                       | 50°44′46″ пн. ш. 25°18′12″ сх. д. / 50.746133° пн. ш. 25.303379° сх. д. 50°44′59″ пн. ш. 25°18′10″ сх. д. / 50.749738° пн. ш. 25.302783° сх. д.         | Проходить від вул. Товарової на північ, до ставків річки Омеляник | Забудова житлова, приватна |            |
| Надозерна             | | 50°45′05″ пн. ш. 25°17′52″ сх. д. / 50.751350° пн. ш. 25.297646° сх. д. 50°45′10″ пн. ш. 25°18′24″ сх. д. / 50.752699° пн. ш. 25.306723° сх. д.         | Проходить від вул. Кічкарівської понад ставками річки Омеляник до вул. Чернишевського                                                                                     | Забудова житлова, приватна |            |
| Нахімова              | Нахімов Павло Степанович (з 1944 р.) Зелені (з 1920-х років), Огіркова (з 1941 р.)                                      | 50°44′35″ пн. ш. 25°17′25″ сх. д. / 50.743179° пн. ш. 25.290143° сх. д. 50°44′49″ пн. ш. 25°17′23″ сх. д. / 50.746842° пн. ш. 25.289734° сх. д.         | Проходить від вул. Володимирської до річки Омеляник | Забудова житлова, приватна | (всі фото) |
| Нестерова             | Нестеров Петро Миколайович (з 1967 р.)                                                                                  | 50°44′47″ пн. ш. 25°17′35″ сх. д. / 50.746396° пн. ш. 25.293140° сх. д. 50°44′47″ пн. ш. 25°17′20″ сх. д. / 50.746250° пн. ш. 25.288875° сх. д.         | Проходить від вул. Берестовою до Омелянівського ставу | Забудова житлова, приватна |            |
| Нижній проїзд         | (з 1997 р.) | 50°45′29″ пн. ш. 25°18′33″ сх. д. / 50.757975° пн. ш. 25.309268° сх. д. 50°45′24″ пн. ш. 25°17′59″ сх. д. / 50.756780° пн. ш. 25.299591° сх. д.         | Проходить між вулицями Тихою і Молодіжною | Забудова житлова, приватна |            |
| Нижня                 | (з 1997 р.) | 50°45′21″ пн. ш. 25°18′26″ сх. д. / 50.755758° пн. ш. 25.307301° сх. д. 50°45′47″ пн. ш. 25°18′13″ сх. д. / 50.762971° пн. ш. 25.303572° сх. д.         | Іде від вул. Новочерчицької до вул. Левадної | Забудова житлова, приватна |            |
| Новочерчицька         | від назви села Черчиці (з 1997 р.)                                                                                      | 50°45′34″ пн. ш. 25°17′21″ сх. д. / 50.759331° пн. ш. 25.289156° сх. д. 50°45′39″ пн. ш. 25°18′47″ сх. д. / 50.760900° пн. ш. 25.313019° сх. д.         | Іде дугою між двома кінцями вул. Левадної | Забудова житлова, приватна |            |
| Попова                | Попов Олександр Степанович (з 1952 р.)                                                                                  | 50°44′49″ пн. ш. 25°17′35″ сх. д. / 50.747060° пн. ш. 25.293044° сх. д. 50°44′49″ пн. ш. 25°17′24″ сх. д. / 50.746954° пн. ш. 25.289878° сх. д.         | Проходить від вул. Берестової до вул. Нахімова | Забудова житлова, приватна |            |
| Поштова               | на цій вулиці був будинок сільської пошти (з 1959 р.)                                                                   | 50°45′17″ пн. ш. 25°17′21″ сх. д. / 50.754815° пн. ш. 25.289228° сх. д. 50°45′07″ пн. ш. 25°17′04″ сх. д. / 50.751842° пн. ш. 25.284327° сх. д.         | Проходить від вул. Ковельської до вул. Симиренка | Забудова житлова, приватна |            |
| Проектувальна         | (з 1960-х років) | 50°45′03″ пн. ш. 25°18′33″ сх. д. / 50.750871° пн. ш. 25.309036° сх. д. 50°45′05″ пн. ш. 25°18′36″ сх. д. / 50.751304° пн. ш. 25.309959° сх. д.         | Проходить від вул. Янки Купали до вул. Чернишевського | Забудова житлова |            |
| Путінцева             | Путінцев Іван Никандрович (з післявоєнних років) Новоброварна, Легіонерів (у міжвоєнний період), Торчинська (з 1941 р.) | 50°44′46″ пн. ш. 25°17′53″ сх. д. / 50.746174° пн. ш. 25.297936° сх. д. 50°44′41″ пн. ш. 25°17′21″ сх. д. / 50.744818° пн. ш. 25.289115° сх. д.         | Проходить від вул. Ковельської до проїзду вздовж Омелянівського ставу | Забудова в основному житлова | (всі фото) |
| Рилєєва               | Рилєєв Кіндрат Федорович (з 1961 р.) Монопольова                                                                        | 50°45′00″ пн. ш. 25°17′54″ сх. д. / 50.750048° пн. ш. 25.298322° сх. д. 50°44′56″ пн. ш. 25°18′04″ сх. д. / 50.748901° пн. ш. 25.301103° сх. д.         | Проходить від вул. Кічкарівської вздовж узбережжя ставків річки Омеляник до вул. Макарова                                                                                 | Забудова житлова |            |
| Севастопольська       | Севастополь (з 1961 р.)                                                                                                 | 50°44′48″ пн. ш. 25°17′48″ сх. д. / 50.746608° пн. ш. 25.296701° сх. д. 50°44′59″ пн. ш. 25°17′49″ сх. д. / 50.749586° пн. ш. 25.296970° сх. д.         | Починається від вул. Ковельської і йде в напрямку ставків річки Омеляник                                                                                                  | Забудова житлова |            |
| Симиренка             | Симиренко Володимир Левкович (з 1960-х років)                                                                           | 50°44′43″ пн. ш. 25°17′00″ сх. д. / 50.745269° пн. ш. 25.283445° сх. д. 50°45′15″ пн. ш. 25°17′15″ сх. д. / 50.754217° пн. ш. 25.287429° сх. д.         | Проходить від проїзду вул. Стефаника до вул. Качалова | Забудова житлова |            |
| Соснова               | Сосна (з 1920-х років)                                                                                                  | 50°44′49″ пн. ш. 25°17′45″ сх. д. / 50.746818° пн. ш. 25.295769° сх. д. 50°44′37″ пн. ш. 25°17′46″ сх. д. / 50.743563° пн. ш. 25.296206° сх. д.         | Проходить від вул. Ковельської до вул. Володимирської | Забудова житлова, приватна | (всі фото) |
| Старицького           | Старицький Михайло Петрович                                                                                             | 50°45′09″ пн. ш. 25°17′27″ сх. д. / 50.752493° пн. ш. 25.290878° сх. д. 50°45′03″ пн. ш. 25°17′09″ сх. д. / 50.750864° пн. ш. 25.285950° сх. д.         | Проходить від вул. Ковельської до вул. Стефаника | Забудова житлова, приватна |            |
| Степана Кривенького   | Кривенький Степан Федорович (з 2012 р) Воєводи Киселя (з 1920-х років), Містечкова (1941-1944 роки), Фрунзе(до 2012 р)  | 50°44′36″ пн. ш. 25°17′32″ сх. д. / 50.743316° пн. ш. 25.292256° сх. д. 50°44′52″ пн. ш. 25°17′27″ сх. д. / 50.747641° пн. ш. 25.290787° сх. д.         | Проходить від вул. Володимирської до ставків річки Омеляник | Забудова житлова, приватна | (всі фото) |
| Стефаника             | Стефаник Василь Семенович                                                                                               | 50°45′03″ пн. ш. 25°17′09″ сх. д. / 50.750835° пн. ш. 25.285936° сх. д. 50°44′43″ пн. ш. 25°17′00″ сх. д. / 50.745242° пн. ш. 25.283453° сх. д.         | Проходить від вул. Старицького до вул. Симиренка. До вулиці примикає однойменний провулок.                                                                                | Волинський обласний госпіталь для інвалідів війни — вул. Стефаника, 5.а |            |
| Стирова               | Стир (з 1992 р.) | 50°45′21″ пн. ш. 25°18′42″ сх. д. / 50.755875° пн. ш. 25.311758° сх. д. 50°45′32″ пн. ш. 25°18′56″ сх. д. / 50.759022° пн. ш. 25.315638° сх. д.         | Проходить від вул. Черчицької в напрямку річки Стир | Забудова житлова, приватна |            |
| Тиха                  | (з 1997 р.) | 50°45′21″ пн. ш. 25°18′14″ сх. д. / 50.755762° пн. ш. 25.303964° сх. д. 50°45′31″ пн. ш. 25°18′36″ сх. д. / 50.758691° пн. ш. 25.309965° сх. д.         | Проходить від вул. Княгинінської до вул. Зарічної | Забудова житлова, приватна |            |
| Товарова              | | 50°44′45″ пн. ш. 25°18′24″ сх. д. / 50.745744° пн. ш. 25.306770° сх. д. 50°44′50″ пн. ш. 25°18′12″ сх. д. / 50.747097° пн. ш. 25.303216° сх. д.         | Проходить від вул. Шевченка до вул. Міліційної | Забудова житлова |            |
| Урицького             | Урицький Мойсей Соломонович (з 1960-х років)                                                                            | 50°45′12″ пн. ш. 25°18′30″ сх. д. / 50.753466° пн. ш. 25.308279° сх. д. 50°45′15″ пн. ш. 25°18′28″ сх. д. / 50.754257° пн. ш. 25.307850° сх. д.         | Бічна від вул. Чернишевського | |            |
| Ушинського            | Ушинський Костянтин Дмитрович(з 1961 р.) Марії Склодовської-Кюрі (з 1920-х років), Овочева (з 1941 р.)                  | 50°44′52″ пн. ш. 25°18′33″ сх. д. / 50.747736° пн. ш. 25.309127° сх. д. 50°44′53″ пн. ш. 25°18′28″ сх. д. / 50.748156° пн. ш. 25.307670° сх. д.         | Проходить від вул. Шевченка до вул. Ломоносова | Забудова житлова, приватна |            |
| Фабрична              | на вулиці була фабрика по виробництву пива, на місці якої зараз спирто-горілчаний комбінат                              | 50°44′39″ пн. ш. 25°17′58″ сх. д. / 50.744037° пн. ш. 25.299317° сх. д. 50°44′43″ пн. ш. 25°17′57″ сх. д. / 50.745296° пн. ш. 25.299187° сх. д.         | Проходить від вул. Володимирської в нарямку до вул.Ковельської | Ресторан «Чорне золото» — вул. Фабрична, 1 Кафе «Ватт» — вул. Фабрична, 3 |            |
| Холодноярська         | Холодний Яр (з 2012 р.) Братська (з 1940 р.), Котовського (з 1944 р.)                                                   | 50°44′38″ пн. ш. 25°17′32″ сх. д. / 50.744026° пн. ш. 25.292087° сх. д. 50°44′38″ пн. ш. 25°17′24″ сх. д. / 50.743917° пн. ш. 25.290124° сх. д.         | Проходить від вул. Степана Кривенького до вул. Нахімова | Забудова житлова, приватна | (всі фото) |
| Хотинська             | (з 1925 р.) Перша польова (з 1920-х років), Іванчицька (в період німецької окупації)                                    | 50°44′47″ пн. ш. 25°17′52″ сх. д. / 50.746315° пн. ш. 25.297853° сх. д. 50°44′57″ пн. ш. 25°17′48″ сх. д. / 50.749245° пн. ш. 25.296775° сх. д.         | Проходить від вул. Ковельської до вул. Севастопольської | Забудова житлова, приватна |            |
| Центральна            | (з 1997 р.) | 50°45′35″ пн. ш. 25°18′27″ сх. д. / 50.759608° пн. ш. 25.307474° сх. д. 50°45′28″ пн. ш. 25°17′50″ сх. д. / 50.757652° пн. ш. 25.297269° сх. д.         | Проходить від вул. Зарічної до вул. Горішньої | Забудова житлова, приватна |            |
| Чернишевського        | Чернишевський Микола Гаврилович                                                                                         | 50°45′17″ пн. ш. 25°17′22″ сх. д. / 50.754747° пн. ш. 25.289499° сх. д. 50°44′59″ пн. ш. 25°18′45″ сх. д. / 50.749649° пн. ш. 25.312399° сх. д.         | Проходить від вул. Ковельської до вул. Шевченка | Школа № 13 — вул. Чернишевського, 29 Служба охорони здоров'я УМВС — вул. Чернишевського, 114.б |            |
| Черчицька             | назва колишнього села, приєднаного до міста                                                                             | 50°45′14″ пн. ш. 25°18′16″ сх. д. / 50.753825° пн. ш. 25.304537° сх. д. 50°45′07″ пн. ш. 25°18′58″ сх. д. / 50.751973° пн. ш. 25.316183° сх. д.         | Проходить від вул. Чернишевського до вул. Зарічної | Забудова житлова, приватна |            |
| Шевченка              | Шевченко Тарас Григорович (з 1939 р.)                                                                                   | 50°44′52.1″ пн. ш. 25°19′24.6″ сх. д. / 50.747806° пн. ш. 25.323500° сх. д. 50°44′39.6″ пн. ш. 25°18′21.1″ сх. д. / 50.744333° пн. ш. 25.305861° сх. д. | Проходить від Театрального майдану до вул. Ковельської | Гіпермаркет «Нова лінія» — вул. Шевченка, 13.б Луцький районний сектор ДМС України — вул. Шевченка, 17 Обласна інфекційна лікарня — вул. Шевченка, 30 Волинський коледж культури і мистецтв імені І.Ф. Стравінського — вул. Шевченка, 50 | (всі фото) |
| Новоброварна          | Новоброварна (з 2019 р.) Шевцової (з 1954 р.)                                                                           | 50°44′50″ пн. ш. 25°18′08″ сх. д. / 50.747145° пн. ш. 25.302165° сх. д. 50°44′59″ пн. ш. 25°18′07″ сх. д. / 50.749691° пн. ш. 25.301885° сх. д.         | Проходить від вул. Олекси Алмазова до берега річки Омеляник | Забудова житлова, приватна |            |
| Яблунева              | Яблуня (з 2012 р.) Пархоменка (з 1960-х років)                                                                          | 50°44′40″ пн. ш. 25°17′31″ сх. д. / 50.744574° пн. ш. 25.291976° сх. д. 50°44′40″ пн. ш. 25°17′24″ сх. д. / 50.744497° пн. ш. 25.290071° сх. д.         | Проходить від вул. Степана Кривенького до вул. Нахімова | Забудова житлова, приватна | (всі фото) |
| Янки Купали           | Янка Купала (з 1961 р.) Винокурна, Винярська (в міжвоєнний час)                                                         | 50°44′59″ пн. ш. 25°18′23″ сх. д. / 50.749606° пн. ш. 25.306364° сх. д. 50°44′57″ пн. ш. 25°18′37″ сх. д. / 50.749077° пн. ш. 25.310339° сх. д.         | Проходить від вул. Ломоносова до вул. Шевченка | |            |
| Ясенева               | Ясен (з 1921 р.) | 50°44′49″ пн. ш. 25°17′42″ сх. д. / 50.746995° пн. ш. 25.294935° сх. д. 50°44′37″ пн. ш. 25°17′43″ сх. д. / 50.743517° пн. ш. 25.295369° сх. д.         | Проходить від вул. Ковельської до вул. Володимирської | Забудова житлова, приватна | (всі фото) |